# Ливс, Эгонс
Эгонс Ливс (латыш. Egons Līvs, настоящее имя Эгонс Гутманис (31 августа 1924 — 1 апреля 1989) — советский, латышский писатель и киносценарист.

## Биография
Родился 31 августа 1924 года в Елгаве, в семье железнодорожника.
Учился в Лиепайском вечернем техникуме (1940—1942), работал на железной дороге. Мобилизован в Латышский легион (1943—1945). После войны осуждён на ссылку, работал на восстановлении Беломорско-Балтийского канала, служил в Советской Армии. Демобилизован в 1950, устроился на работу в Лиепайском рыбном порту.
Проявил литературный талант и с 1965 по 1969 специальный корреспондент главной партийной газеты Латвии «Cīņa» в Лиепае. Переходит на Рижскую киностудию, 1969—1973 — редактор сценарного отдела.
Публикуется с 1959, в произведениях в основном отражена близкая ему жизнь рыбаков и работников порта. Член Союза писателей (1963). Лауреат литературной премии им. Вилиса Лациса (1979).
По роману «Чёртов кряж», на Литовской киностудии был снят художественный фильм «Чувства» (1968). Сценарий Витаутаса Жалакявичуса, режиссёры Альмантас Грикявичюс и Альгирдас Дауса. В театрах Риги и Лиепаи этот роман был инсценирован и шёл в репертуаре под названием «Близнецы Чёртова кряжа». Постановки 1967 и 1977 гг.
Умер в Риге, похоронен на Лесном кладбище.

## Фильмография
- 1964 — Капитан Нуль — сценарист
- 1967 — Утро в тумане — сценарист
- 1971 — Тросниковый лес — сценарист
- 1971 — Танец мотылька — редактор
- 1974 — Первое лето  — сценарист
- 1978 — Большая новогодняя ночь — сценарист
- 1979 — Ночь без птиц — сценарист
- 1983 — Каменистый путь — сценарист
- 1984 — Долг в любви — сценарист